# La mia vita nelle grandi pianure
La mia vita nelle grandi pianure è un libro autobiografico che raccoglie, sotto forma di diario, gli articoli scritti da George Armstrong Custer per la rivista "Galaxy" tra il gennaio del 1872 e l'ottobre del 1874.
In esso l'autore narra le sue esperienze al comando del 7º Cavalleggeri facendo trasparire in modo chiaro le sue posizioni nei confronti dei nativi americani e delle persone che si opponevano ad una guerra contro di loro.

## Edizioni
- George Armstrong Custer, La mia vita nelle grandi pianure, traduzione di Giuseppe Strazzeri, collana Oscar storia, Mondadori, 1997,  p. 336, ISBN 88-04-43285-3.

- George Armstrong Custer, La mia vita nelle pianure, collana Storia delle tribù indiane, Mursia, 1997,  pp., ISBN 88-425-3973-2.